# فيلدا سمور
فيلدا سمور (8 أكتوبر 1955 -)، ممثلة سورية.

## عن حياتها
خريجة أدب إنجليزي جامعة دمشق وعضو نقابة الفنانين موظفة بالمسرح القومي مديرة المسارح، بدأت التمثيل بعام 1976، وشاركت في العديد من التلفزيونية والمسرحية. وهي شقيقة الممثلة ليلى سمور.

## أعمالها

### في المسرح
- البقعة السوداء
- وصول من قرية تميره
- إشومون وزيارة الملكة
- دونكيشوت وحومن
- وصول من قرية تميره
- حرم سعادة الوزير
- مكبث
- مزاد علني
- الغزاة
- الكوميديا السوداء
- في انتظار أكيسار
- نكون أو لا نكون
- (2012): ليلة وداع

### في السينما
- (2009): خلف الأسوار
- حادثة النصف متر
- وقائع العام
- المقبل والمتبقي

### في التلفزيون
- (2025):تحت سابع أرض
- (2023):الزند:ذئب العاصي
- (2021): صقار...أم عبده
- (2020):الساحر
- (2020):بروكار...أم عزمي
- (2019): باب الحارة (ج 10) حارة الصالحية
- (2019): دقيقة صمت
- (2017): طوق البنات (ج4)
- (2015): حارة المشرقة
- (2012): الشبيهة
- (2010): ساعة الصفر
- (2010): البقعة السوداء...ام عصام
- (2009): صدق وعده...أم عناق
- (2009): سفر الحجارة
- (2009): الهوية
- (2008): صراع على الرمال...أم لافي
- (2008):حلاوة الروح
- (2008):شركاء يتقاسمون الخراب...أم هبة
- (2006):لا مزيد من الدموع
- (2004):فارس بني مروان
- (2003): أم هاشم...أم هاشم
- (2003):مسلسل ومضات من تاريخنا
- (2003): الشتات.فيرا
- (2003): مخالب الياسمين
- (2002): وردة لخريف العمر
- (2002): الكرسي
- (2001): اللوحة السوداء أم سلمى
- (2001): سر الكنز
- (2001): نجوم بين الغيوم
- (2001): البحث عن المستحيل
- (2001): حارة الجوري
- (2000): أهل وحبايب
- (2000): العوسج
- (2000): البصير
- (2000): الوصية والسيف
- (2000): الزير سالم...أم الأغر
- (1998): عرس الصقر
- (1997): البحر أيوب
- (1996): عودة الفارس
- (1995): المتبقي
- (1995): شيمة
- (1994): العليل
- (1993): أبو كامل ج2
- (1993): قانون الغاب
- (1992): النار والفرقة
- (1992): جريمة في الذاكرة
- (1991):حارة نسيها الزمن
- (1991): عذراء الرمال
- (1976): البيادر

### الرسوم المتحركة
- (1990): ليدي ليدي.والدة لين

## روابط خارجية
- فيلدا سمور على موقع قاعدة بيانات الأفلام العربية